# Ron Webb
Ronald Vincent „Ron“ Webb (* 29. Juni 1932 in Penshurst, Sydney; † 1. März 2020 in Farnham, Surrey, Vereinigtes Königreich) war ein australischer Radrennfahrer, Sportfunktionär und Erbauer von Radrennbahnen. Er konzipierte die Piste im London Olympic Velodrome für die Olympischen Spiele 2012 in London.
Im Alter von 21 Jahren kam Ron Webb, der zuvor australischer Radsport-Meister geworden war, nach Europa, um Radrennen zu fahren, zunächst als Amateur, später als Profi. Er ließ sich in den Niederlanden nieder. Nach seinem Rücktritt vom aktiven Radsport zog er nach England und wurde Organisator der „Skol“-Sechstagerennen, die zwischen 1968 und 1980 in der Wembley Arena ausgetragen wurden. Außerdem war er zehn Jahre lang Sportlicher Leiter des Sechstagerennens im dänischen Herning sowie drei Jahre lang in Hannover.
Neben seiner Tätigkeit als Organisator plante Webb den Bau von Radrennbahnen. Ab 1970 baute er 46 kleine, mobile Bahnen, die europaweit besonders für Sechstagerennen eingesetzt wurden. Die erste festinstallierte Bahn, die er baute, war die für die British Commonwealth Games 1970 in Edinburgh, der 15 weitere folgten, darunter die Olympiabahn für Athen 2004. Zuletzt baute er die Bahn für die Olympischen Spiele in London und erklärte, danach in den Ruhestand zu gehen.
Im Oktober 2011 sorgte Webb in Großbritannien für Schlagzeilen, als bekannt wurde, dass er als Planer der Radrennbahn zu keinem einzigen Sportwettbewerb der Olympischen Spiele eingeladen worden sei und bei der Auslosung der Tickets kein einziges erhalten habe.
Ron Webb galt als der weltweit renommierteste Erbauer von Radrennbahnen neben Ralph Schürmann. Er war zudem der Vertreter des australischen Radsportverbandes in Europa. 2006 wurde er mit dem Order of Australia ausgezeichnet. Bei den australischen Meisterschaften werden jährlich die Sieger im Zweier-Mannschaftsfahren mit der Ron Webb Trophy ausgezeichnet.